# Никола Анастасов
Никола Стоянов Анастасов е български театрален и кино актьор.

## Биография
Роден е в семейство на преселници от Македония. Родът му по бащина линия се преселва в София от Охрид.
Завършва актьорско майсторство при проф. Стефан Сърчаджиев във ВИТИЗ „Кръстьо Сарафов“ през 1955 г.
Дебютира в ролята на Валер в „Скъперникът“ от Молиер на сцената на Драматичен театър – Враца. Играе в театрите във Враца (1955 – 1956) и Варна (1956 – 1957), както и в софийските Сатиричен театър, в театър „Трудов фронт“ и в Малък градски театър зад канала. Първата си значителна роля в Сатиричния театър играе през 1961 г. в комедията „Когато розите танцуват“ на Валери Петров. Участва също в „Римска баня“, „Сако от велур“, „Суматоха“. Участва и във филми – „Пагоните на дявола“, „На всеки километър“, както и „Нако, Дако и Цако“ – първият цветен български телевизионен сериал. Участва още в „Неочаквана ваканция“ и „Федерация на династронавтите“. Най-популярните му екранни превъплъщения са като Пейо в класическия филм на Зако Хеския – „Тримата от запаса“ и Димитраки в популярната постановка „Криворазбраната цивилизация“ (1974) на Българската национална телевизия по класическата пиеса на Добри Войников.
Има пано с неговите отпечатъци на Стената на славата пред Театър 199.
Никола Анастасов озвучава главния герой в култовата аудиодраматизация на „Мечо Пух“ от 80-те години на XX век.
Умира на 8 август 2016 г. в София след тежко боледуване. До смъртта си е женен за естрадната певица Мария Косева, заедно с която имат двама синове.

## Отличия и награди
- Заслужил артист (1971)
- Народен артист (1980)
- Орден „Народна република България“, II степен (1982).
- Наградата „Икар“ на Съюза на артистите в България „за изключителен творчески принос към българския театър“, 2015.[4]

## Театрални роли
Никола Анастасов играе множество театрални роли, по-значимите от които са:
- Колоездачът – „Когато розите танцуват“ от Валери Петров
- Лило – „Суматоха“ от Йордан Радичков
- Цеко – „Римска баня“ от Станислав Стратиев
- Висящият – „Сако от велур“ от Станислав Стратиев
- Безотговорният – „Рейс“ от Станислав Стратиев
- Ковчегофобът – „Седмо: кради по-малко“ от Дарио Фо
- Куче влачи – „Кошници“ от Йордан Радичков
- Любомир – „Големанов“ от Ст. Л. Костов
- Министър Кочев – „Новото пристанище“ от Ст. Л. Костов
- Манчо – „Вражалец“ от Ст. Л. Костов
- Станчо Квасников – „Службогонци“ от Иван Вазов
- Мамаев – „И най-мъдрият си е малко прост“ от Александър Островски
- „Автобиография“ (1977) (Бранислав Нушич)
- „Дървеница“
- „Щръклица“
- „Обличането на Венера“
- „От много любов“ (Климент Цачев)

## Телевизионен театър
- „Зелен таралеж“ (1996) (Йордан Радичков), мюзикъл
- „Пази се от ягуар“ (1988), мюзикъл
- „Прах в очите“ (1985) (от Йожен Лабиш, реж. Асен Траянов) – Маленжар
- „Чичовци“ (1984) (Иван Вазов), мюзикъл – Иванчо Йотата
- „В люляковата градина“ (1977) (А. Салодар)
- „Професия за ангели“ (1977) (Драгомир Асенов)
- „Вражалец“ (1976) (от Ст. Л. Костов, реж. Хачо Бояджиев), 2 части (мюзикъл), (втора реализация) – Тамбурата
- Криворазбраната цивилизация (1974), мюзикъл
- „Лют звяр“ (1973) (Никола Русев)
- „Големият и Малкият Клаус“ (1971) (Ханс Кристиан Андерсен), мюзикъл
- „Недорасъл“ (1969) (Денис Иванович Фонвизин)
- „Човекът от Ла Манча“ (1968) (Мигел де Сервантес) – Санчо Панса
- „Заповед за убийство“ (1968) (Робърт Шекли) – Били, плетачът на шапки/началникът на полицията

Хумористични миниатюри
- „Лоенгрин“ (Курт Гьоц) – съдружникът Халер-син

## Филмография
| Година      | Филми/Сериали                                     | Роля                                                              |
| ----------- | ------------------------------------------------- | ----------------------------------------------------------------- |
| 2017        | Безкрайната градина                               | Едмонд Гарабедян                                                  |
| 2011-2019   | Столичани в повече (170 - сер. тв)                | през 2017 г.                                                      |
| 2007        | Приключенията на един Арлекин (4-сер. тв)         | Стефан                                                            |
| 2002        | Рапсодия в бяло                                   | старец в старческия дом                                           |
| 1994        | Коледни апаши (тв)                                |                                                                   |
| 1993        | Бандитска приказка                                | кървавия Чепелка                                                  |
| 1987        | Само ти, сърце                                    | д-р Джалдети                                                      |
| 1986        | Стая за трима                                     |                                                                   |
| 1986        | Земляци-веселяци                                  |                                                                   |
| 1985        | Звън на кристал                                   | Стефан Николов                                                    |
| 1985        | Златно сърце (3 серии)                            | дядо Кольо, въжарят                                               |
| 1981        | Неочаквана ваканция (4 серии)                     | магазинерът Ламбо                                                 |
| 1980        | Сладкодумните снежинки (6 серии)                  | бате Дечко                                                        |
| 1979        | Мокри приказки (6 серии)                          | бате Дечко/ морския цар                                           |
| 1978 – 1979 | Нови приказки за бате Дечко и Марийчето (6 серии) | бате Дечко                                                        |
| 1978        | Федерация на династронавтите (3 серии)            | другарят Пухлев, бащата на Кънчо                                  |
| 1978        | Пантелей                                          | Марко                                                             |
| 1974        | Нако, Дако, Цако (3 серии)                        | Цако                                                              |
| 1971        | Тримата от запаса                                 | Пейо Вътов                                                        |
| 1971        | Герловска история                                 | „Цвика“, мандраджията                                             |
| 1970        | В полунощ                                         | пътникът                                                          |
| 1969 – 1971 | На всеки километър (26 серии)                     | кръчмаря Спиро „Майтапа“ (в 16 та серия)                          |
| 1969        | Признание                                         |                                                                   |
| 1969        | Осмият                                            | бръснарят Чаплин                                                  |
| 1969        | Господин Никой                                    | Харис                                                             |
| 1968        | Бате Дечко и Марийчето (6 серии)                  | бате Дечко                                                        |
| 1967        | Последният войвода                                | фотографа                                                         |
| 1967        | Бялата стая                                       | диригент на оркестъра                                             |
| 1967        | С пагоните на дявола (5 серии)                    | Жано/Йохан Довек, помощник на Фридрих Бьоле (в 3 серии: I, IV, V) |
| 1967        | По тротоара                                       | любовника Тони                                                    |
| 1967        | За вас, жени                                      | провинциалистът, спечелил от лотарията                            |
| 1966        | Семейство Калинкови (12 серии)                    | администратор на хотел                                            |
| 1966        | Рицар без броня                                   | съсед                                                             |
| 1966        | Горещо пладне                                     | пътник от влака                                                   |
| 1965        | Неспокоен дом                                     | приятел на Борис                                                  |
| 1961        | Последният рунд                                   | Гаро                                                              |
| 1960        | Бъди щастлива Ани                                 | пилот                                                             |